# Mopsuestia

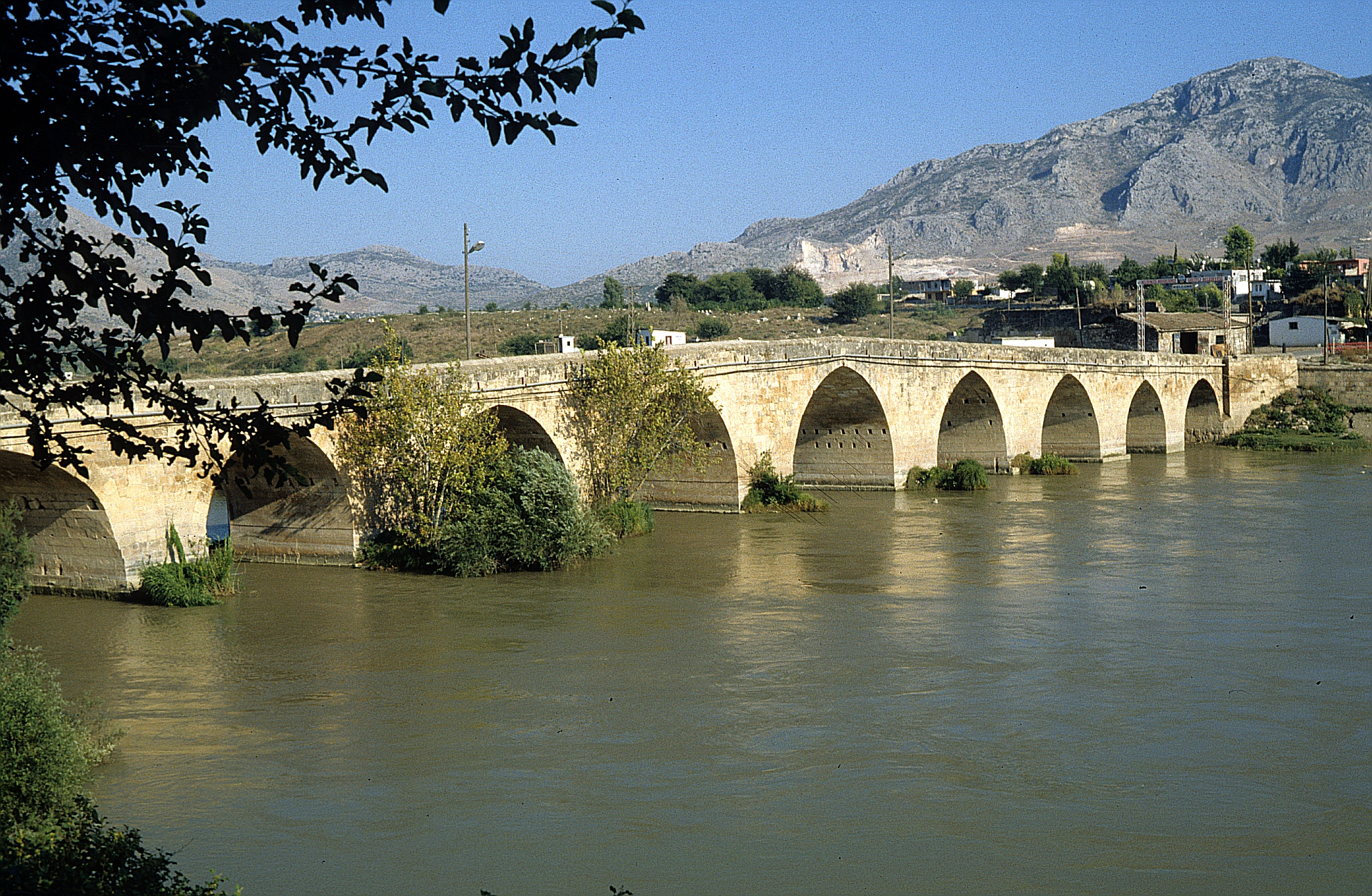
Most rzymski w Mopswestii na rzece Ceyhan Nehri, dawniej Pyramos. Rzeka ta przepływa w odległości 20 km od obecnej Adany, dawnej Antiochii Cylicyjskiej.

Mopsuestia /(gr.) Μοψουεστία/ także Mopswestia lub Mompsuestia, pierwotnie gr. Mopsos, w średniowieczu Mamissa lub Mamistra, później tur. Missis, od lat 60. Yakapinar – w starożytności miasto w Cylicji nad rzeką Piramus (fr.). Obecnie miasteczko w prowincji Adana w południowo-wschodniej Turcji.

## Historia
Miasto zostało założone, jak podaje legenda, przez Mopsusa. Brak pewnych wiadomości o dziejach miasta w starożytności. Wiadomo, że w czasach Seleucydów nosiło nazwę "Seleucja", a pod panowaniem Rzymu – "Hadriana", później "Decja". Za cesarza Konstancjusza II zbudowano wielki most przez rz. Piramus, naprawiony za Justyniana. Miasto dzieliło losy całej Cylicji – wraz z nią pozostawało pod władzą Rzymu, a potem Bizancjum.
W Mopsuestii wcześnie pojawiło się chrześcijaństwo – już w III wieku istniało biskupstwo patriarchatu antiocheńskiego. Początkowo było ono sufraganią metropolii w Anazarbus.
Z Mopsuestią byli związani święty Auksencjusz z Mopsuestii (III-IV wiek) i słynny teolog Teodor z Mopsuestii (350-407). Byli oni biskupami tego miasta. W 879 r. Mopswestia została arcybiskupstwem, które przetrwało do XIV wieku.
Wcześnie pojawił się islam – miasto zostało opanowane przez Arabów już pod koniec VII wieku. Do X wieku Mopsuestia pozostawała arabskim miastem pogranicza, często obleganym przez wojska bizantyjskie.
Ostatecznie, po oblężeniach w 964 i w 965 wojska Nikefora Fokasa zdobyły miasto, które zostało włączone do Cesarstwa Bizantyjskiego. Mopsuestia liczyła wtedy około 200 tysięcy mieszkańców. Przez cztery następne stulecia miasto przechodziło z rąk do rąk kolejnych zdobywców – krzyżowców (Księstwo Antiochii z ks. Tankredem), Bizantyjczyków i ormiańskiego Królestwa Małej Armenii (w 1322 Ormianie ponieśli wielką klęskę pod murami Mopsuestii).
W XIV wieku miasto, mocno już wtedy zniszczone przez nieustanne wojny, znalazło się pod władzą Turków. Od tej pory następował systematyczny upadek Mopsuestii, aż stała się wioską z kilkuset mieszkańcami narodowości tureckiej.